# RedTube
RedTube (Рэдтьюб, Рэдтуб) — американский порносайт-видеохостинг, также один из ста популярнейших сайтов согласно Alexa Internet. Офис сайта находится в Хьюстоне, штат Техас, и имеет серверы в Сан-Франциско и Новом Орлеане. В 2013 году компания MindGeek заявила о покупке сайта и слиянии с ним.
13 сентября 2013 Redtube.com был добавлен в реестр запрещённых сайтов России.

## История
Wired сообщил, что RedTube был одним из 5 самых быстрорастущих сайтов по просмотрам в декабре 2007 года.
Сайт был взломан и временно выведен из строя турецкими хакерами в октябре 2008 года. В 2009 году он был одним из двенадцати порнографических сайтов, заблокированных судом Шри-Ланки.
В сентябре 2013 года, одно из видео было заблокировано в России в связи с Федеральным законом о защите детей от информации, причиняющей вред их здоровью и развитию.

## Зрители
В 2009 году три из крупнейших порносайтов RedTube, YouPorn и PornHub — вместе составляли лишь 100 миллионов уникальных посетителей. MindGeek с тех пор приобрела все три сайта.

## Приобретение
Manwin подала уведомление о слиянии, чтобы приобрести RedTube.com от Bright Imperial Ltd 31 июля 2013 года.

## Курьёзные инциденты
Во время пресс-конференции, посвящённой фильму Первый мститель: Другая Война, Сэмюэл Л. Джексон в шутку одобрил RedTube, за что его подвергли критике порнозвёзды Каталина Круc и Таня Тейт.